# 천정 (양)
천정(天正, 551년 8월 ~ 11월)은 양(梁) 폐제(廢帝) 예장왕(豫章王) 소동(蕭棟)의 연호이다. 4개월 동안 사용하였다. 551년 8월, 후경(後景)이 간문제(簡文帝)를 폐위하고 소동을 옹립하면서 개원하였다. 11월에는 후경이 소동을 폐위하고 스스로 황제에 즉위하면서 다시 개원한다. 일반적인 중국의 정사는 전폐제 소동의 정통성을 인정하지 않기 때문에 551년 11월까지 천정 연간의 일을 모두 대보(大寶) 연호로 기록하고 있다. 
한편 천정은 소동이 죽은 후 무릉왕(武陵王) 소기(蕭紀)가 성도에서 칭제하고 같은 이름의 연호를 개원하였다. 

## 개원
- 대보(大寶) 2년 8월 17일[1](551년 10월 2일)에 연호를 천정(天正)으로 개원함.[2][3][4][5]

- 천정(天正) 원년 11월 19일[6](552년 1월 1일)에 후경이 칭제 후, 연호를 태시(太始)로 건원함.[4][5]

## 연대 대조표
| 천정        | 원년            |
| 서기        | 551년           |
| 간지        | 신미(辛未)      |
| 북제 (北齊) | 천보(天保) 2년  |
| 서위 (西魏) | 대통(大統) 17년 |

## 동시대 연호

### 한국
신라(新羅)
- 개국(開國) (551년 ~ 568년)

### 중국
북제(北齊)
- 천보(天保) (550년 ~ 559년)

서위(西魏)
- 대통(大統) (535년 ~ 551년)

고창국(高昌國)
- 화평(和平) (551년 ~ 554년)

## 같이 보기
- 다른 왕조의 같은 연호
  - 소기(蕭紀) 천정(天正, 552년 ~ 553년)
  - 일본(日本) 덴쇼(天正, 1573년 ~ 1592년)

- 중국의 연호 목록